# 港家小柳丸
港家 小柳丸（みなとや こりゅうまる）は、浪曲の名跡。

## 初代
港家 小柳丸（みなとや こりゅうまる、1895年6月13日 - 1935年6月10日）本名、栗原 留吉。

### 経歴
本所緑町（現・東京都墨田区）出身。桶製造業の家に生まれる。弟にはコメディアンの堺駿二（歌手・堺正章の父）がいる。近所に寄席が近かった事から幼少の頃から寄席通いをし10代の頃から天狗連として活動する。
後に港家柳蝶の弟子になり港家小蝶を名乗る。後に港家小柳、港家小柳丸と相次いで改名した。「亀甲組」等の任侠物を得意とした。
昭和4年の新聞には、「10歳で港家に弟子入りし、13歳で早くも真打になるなど天才肌だったが、突然旅に出たり大酒で席を抜くなど破天荒で知られる一方、桶屋の父親が亡くなった際には自宅や貸家を売り払って盛大な葬儀をした」とあり、台東区橋場の古刹「保元寺」に墓所を構えるなど孝行者としても知られた。『深川裸祭』を十八番とするなど端物（一話完結の短いもの）の名人として大正から昭和初期にかけて人気を博した。
弟子には4代目港家小柳等多数いた。小柳は師匠のために桶屋を主人公とした話を作った。

## 2代目
桃中軒甲右ェ門の門下で桃中軒翠雲、2代目桃中軒星右衛門を経て初代港家小柳丸門下で3代目港家小柳から初代没後に2代目を襲名した。

## 3代目
港家 小柳丸（さんだいめ みなとや こりゅうまる、1924年10月10日 - 2007年10月20日）は、浪曲師。茨城県水戸市出身。

### 経歴
1939年鶴乃一声に入門し、若声。船橋市の松川亭で「国定忠治」を読み初舞台。その後「一若」となる。
戦後、2代目玉川次郎の一門に移り、喜一朗と改名。
1975年（昭和50年）1月27日歌舞伎座浪曲大会で3代目港家小柳丸を襲名披露。
名古屋を本拠地に、長く中京浪曲協会会長を務めた。

## 4代目
当代。